# وزارت امور خارجه استونی
وزارت امور خارجه (استونیایی: Eesti Vabariigi Välisministeerium) یک وزارت در دولت استونی است که مسئول طراحی و اجرای سیاست‌های خارجی استونی است.